# Dorcasta borealis
Dorcasta borealis là một loài bọ cánh cứng trong họ Cerambycidae.